# Lerende organisatie
Een lerende organisatie is een organisatie die haar leden of medewerkers in staat stelt de dienstverlening aan te passen aan een voortdurend veranderende omgeving door scholing, ontwikkeling en initiatief te stimuleren. Daarop moet ook de inrichting van de organisatie (taakverdeling, aansturing) worden aangepast.

## Kenmerk
Een lerende organisatie bevordert de scholing en ontwikkeling van al haar leden om zichzelf voortdurend aan te passen aan haar veranderende omgeving. Deze continue transformatie vereist naast het aanleren van nieuwe vaardigheden ook het afleren van oude gewoontes. Het is noodzakelijk dat de organisatie voldoende vrijheid van de bedrijfsleiding krijgt om zichzelf steeds aan te passen. Het management heeft in een lerende organisatie een ondersteunende en sturende taak.
In 1990 heeft Peter Senge in De vijfde discipline een theorie ontwikkeld over het veranderen en het leren van mensen in organisaties. Vrij vertaald zijn volgens deze theorie in een lerende organisatie mensen voortdurend bezig om hun capaciteiten te verbeteren (te leren) om datgene te bereiken wat ze echt willen. In een lerende organisatie worden nieuwe ideeën en collectieve ambities aangemoedigd. Deze worden continu afgemeten aan de organisatiedoelstellingen. In 2005 heeft Senge, samen met zijn co-auteurs Scharmer, Jaworski en Flowers, een grondige reflectie gepleegd op het gangbare denken over leren en veranderen. Daarbij kwamen zij tot een fundamentele innovatie van de bestaande praktijk en presenteren zij het zgn. U-model voor diepgaande transities. "Presence: Exploring Profound Change in People, Organizations and Society", Nicholas Brealy Publishing, 2005.
De mate waarin een organisatie leert hangt in hoge mate af van haar organisatiecultuur. In wezen is voor een lerende organisatie een gezond spanningsveld tussen autonomie en autoriteit noodzakelijk.
In Nederland is deze ontwikkeling van de sociotechniek (veranderingsmanagementtheorie) door Ulbo de Sitter de aanzet geweest tot het concept van "lerende organisaties". Het begrip lerende organisatie is verder uitgewerkt onder andere door Gerard Bomers in zijn rede uit 1989 voor de Universiteit Nijenrode

## Stimulerende factoren voor lerend en innovatief gedrag
Binnen een lerende organisatie is informeel leren een belangrijke manier van leren. Bij informeel leren kan gedacht worden aan het leren van collega's of het leren door het uitvoeren van nieuwe taken. Daarnaast is  leren binnen een lerende organisatie ook vaak gerelateerd aan innovatie, want het doel is vaak de dienstverlening van de organisatie verbeteren of vernieuwen. In een literatuurverkenning van TNO (van der Torre, 2020) zijn stimulerende factoren voor het vertonen van lerend en innovatief gedrag in kaart gebracht.
Factoren die bijdragen aan lerend en innovatief gedrag zijn:
1. Op het niveau van de medewerker:
  - Motivatie
  - Betrokkenheid
  - Lerend vermogen
  - Innovatief vermogen
  - Persoonskenmerken
2. Op het niveau van de taak:
  - Variatie
  - Uitdaging
  - Minimale arbeidsdeling (brede takenpakketten)
  - Autonomie (beslissingsbevoegdheid)
  - Balans van taakeisen en regelmogelijkheden (vrij vertaald: verantwoordelijkheden en bevoegdheden)
  - Balans in de werkdruk (niet te veel, niet te weinig)
  - Balans van doen en reflecteren / evalueren
3. Op het niveau van leidinggevenden en collega's:
  - Steun (sociaal en tijd en middelen)
  - Coachend leiderschap en medewerkers betrekken bij besluitvorming
  - Rolmodellen op het gebied van leren en innoveren
  - Een sfeer van vertrouwen en veiligheid (fouten mogen maken, afwijkende meningen durven te geven)
  - Diversiteit in teams (verschillende expertises, persoonskenmerken etc.)
  - Voldoende interactiemogelijkheden (ook informeel, zoals bij de koffieautomaat)
  - Feedback (vanuit het werk zelf of van collega's)
4. Op het niveau van de organisatie als geheel
  - Transparantie (over bedrijfsprestaties en besluitvorming bijv.)
  - Voldoende aandacht voor de langere termijn
  - Opleiding en training (en die koppelen aan informele leermogelijkheden, zoals een nieuwe taak)
  - Ondersteunende technologieën (kennisdeling bijv.)
5. Op het niveau van de omgeving van de organisatie
  - Externe oriëntatie (klantcontact, contact met andere organisaties)
  - Arbeidsmobiliteit (verandering van baan/functie kan ook leermogelijkheden creëren)